# Andrea Ghisi
Andrea Ghisi (... – XIII secolo) è stato un nobiluomo italiano, primo signore di Tino e Micono.

## Biografia
Era figlio del patrizio veneziano Marco Ghisi del ramo di San Geremia. Di lui non si hanno notizie prima del 1207 quando prese parte alla spedizione organizzata da Marco Sanudo per la conquista delle isole greche che, a tre anni dall'assedio di Costantinopoli, non erano ancora state occupate dai vincitori. Stando ad Andrea Dandolo, al Ghisi e a suo fratello Geremia spettarono Tino, Micono, Sciro, Scopelo e Sciato; più tardi si sarebbero a loro volta spartiti i possedimenti e Andrea ottenne Tino e Micono. Poiché la prima, in base ai patti presi tra la Serenissima ed Enrico di Fiandra, ricadeva nel territorio dell'imperatore latino, il Ghisi ne divenne un feudatario.
Dal 1243 fu protagonista con il fratello di una lunga contesa che lo oppose al governo veneziano. Durante l'impresa del 1207, l'isola di Andro era stata assegnata a Marino Dandolo ma in data imprecisata (probabilmente tra il 1238 e il 1239), Geremia se ne era impadronito con la forza. Il Dandolo si appellò al governo ma morì poco dopo; ciò, tuttavia, non fermò la sentenza del Maggior Consiglio che l'11 agosto 1243 condannò i fratelli Ghisi al sequestro di tutti i loro beni e incaricò il doge Jacopo Tiepolo di ordinare la restituzione di Andro al bailo di Negroponte entro la Pasqua successiva (3 aprile 1244) e di rendere alle vittime dell'usurpazione (la vedova del Dandolo e il suo secondo marito) tutti i beni sottratti. Inoltre, entro il 29 giugno 1244 i due avrebbero dovuto presentarsi al doge per sottomettersi formalmente alle decisioni della Repubblica. Se non avessero rispettato questi impegni, sarebbero stati banditi da Venezia e i loro beni sequestrati per il risarcimento delle parti lese.
Probabilmente continuare l'occupazione di Andro era più vantaggioso che adeguarsi alle condizioni della Serenissima e i due non diedero ascolto alle minacce del governo. Visto che Geremia dovrebbe essere morto dopo l'agosto del 1243, il procedimento continuò contro il solo Andrea che, come previsto, fu bandito da Venezia mentre i suoi beni venivano confiscati. In seguito, tuttavia, le condizioni dovettero mutare e il Ghisi cambiò decisamente atteggiamento.
Nel 1251, quindi, decise di sottomettersi alle richieste della Repubblica. Di conseguenza, il 14 marzo 1252 il Maggior Consiglio gli invitò di adoperarsi affinché Andro fosse consegnata al doge Marino Morosini entro il 1º novembre successivo; in cambio, gli sarebbero stati restituiti tutti i beni. Da questa richiesta si può dedurre che il Ghisi non era più in diretto possesso dell'isola (altrimenti l'avrebbe subito restituita) ma poteva indurre il nuovo occupante, forse un feudatario del ducato di Nasso, ad abbandonarla.
Riuscì a rispettare tutte le condizioni e il 28 marzo 1253 gli fu tolto il bando. La vicenda ebbe però alcuni strascichi anche dopo la sua morte visto che ancora nel 1280 alcuni beni non erano ancora stati restituiti.
L'ultima notizia sul suo conto è del 1266, risultando già morto nel 1277. Gli subentrò nella signoria il figlio Bartolomeo. Oltre a quest'ultimo, il Ghisi ebbe altri sei figli (solo Bartolomeo e Marino gli sopravvissero) e una figlia, Anfelise, andata in sposa a Pietro Querini.